# Olbramice (district d'Ostrava-Ville)
Pour les articles homonymes, voir Olbramice.
Olbramice (en allemand : Wollmersdorf) est une commune du district d'Ostrava-Ville, dans la région de Moravie-Silésie, en République tchèque. Sa population s'élevait à 719 habitants en 2021.

## Géographie
Olbramice se trouve à 3 km à l'ouest du centre de Klimkovice, à 13 km à l'ouest-sud-ouest d'Ostrava et à 264 km à l’est-sud-est de Prague.
La commune est limitée par Zbyslavice au nord-ouest, par Čavisov au nord, par Klimkovice à l'est, par Bravantice au sud, et par Bílovec et Bítov à l'ouest.

## Histoire
La première mention écrite de la localité date de 1377.

## Administration
La commune se compose de deux quartiers :
- Olbramice
- Janovice

## Galerie

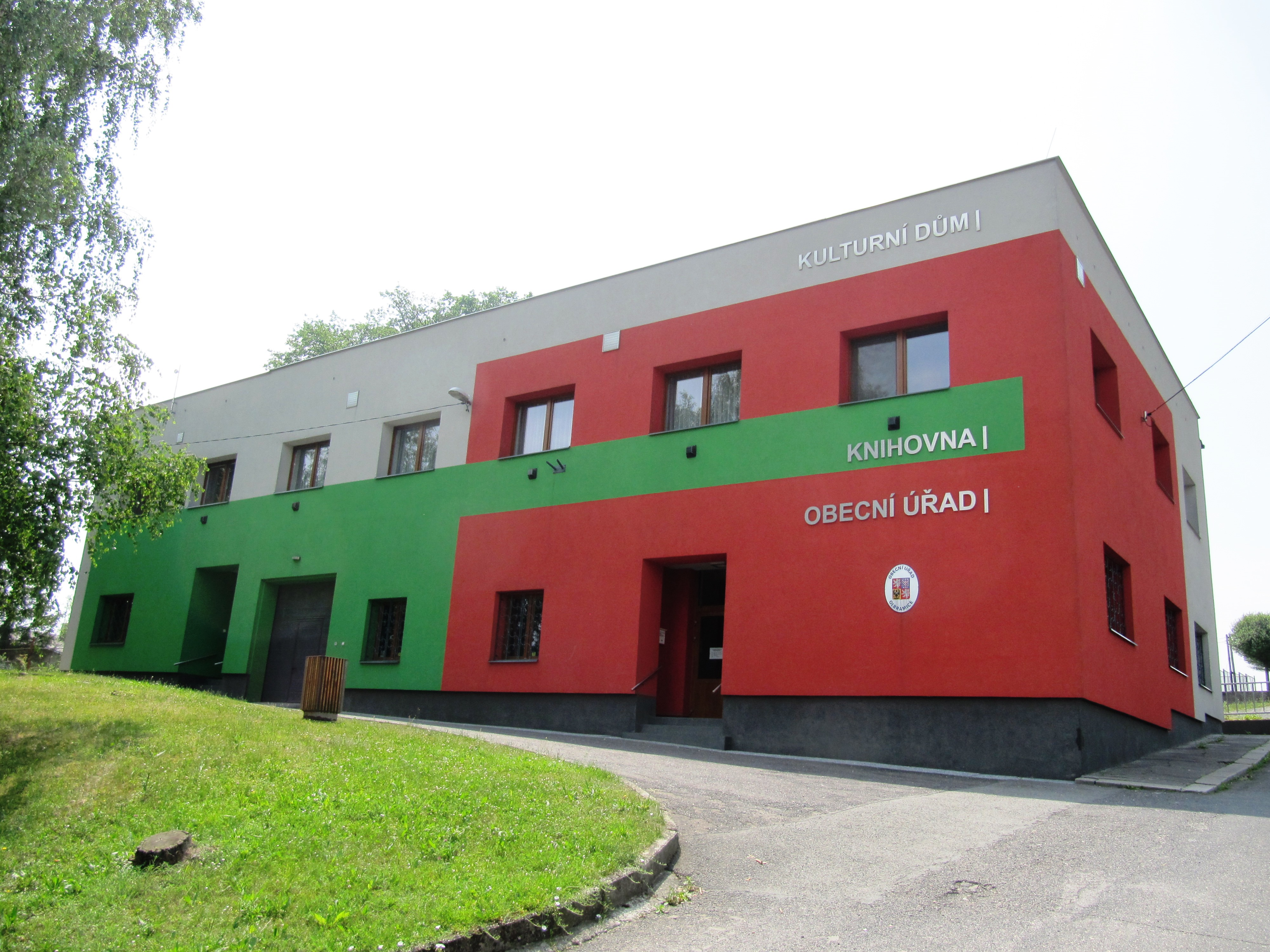
Olbramice : la mairie.
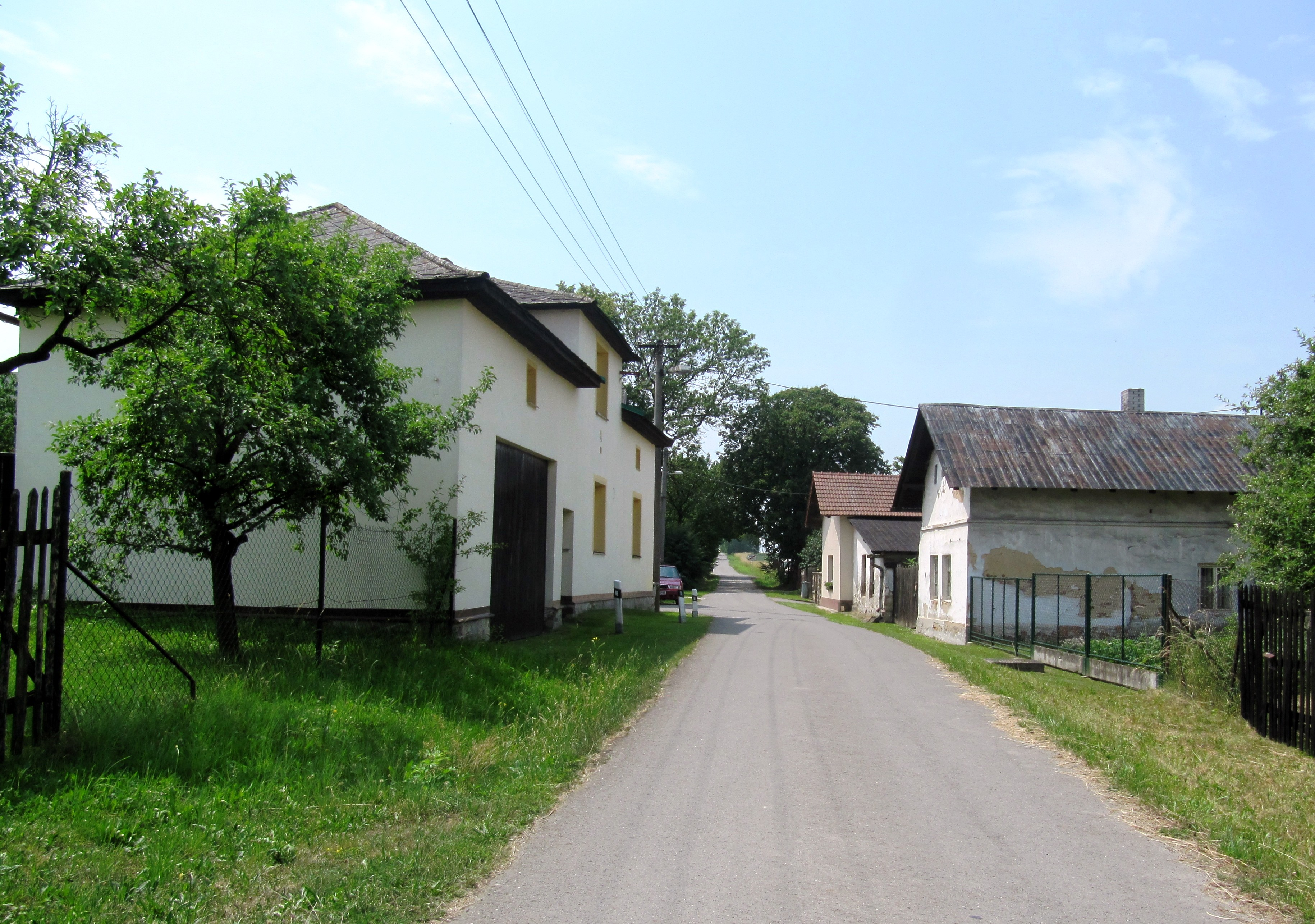
Hameau de Janovice.

## Transports
Par la route, Olbramice se trouve à 20 km d'Ostrava et à 340 km de Prague.